# Anneau A

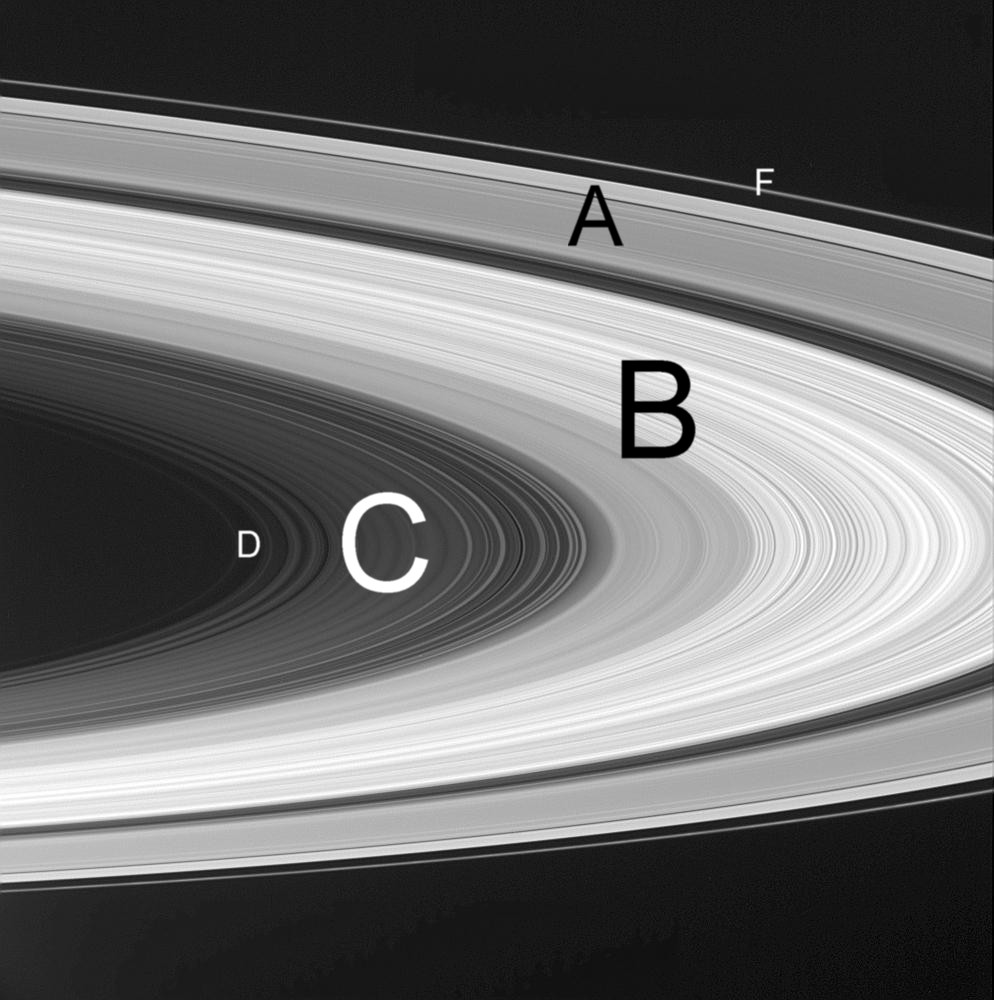
Vue des anneaux internes de Saturne, leur désignation étant précisée sur la photographie.

L'anneau A est un anneau planétaire situé autour de Saturne, le plus externe des deux anneaux les plus brillants de la planète (l'autre étant l'anneau B).

## Caractéristiques

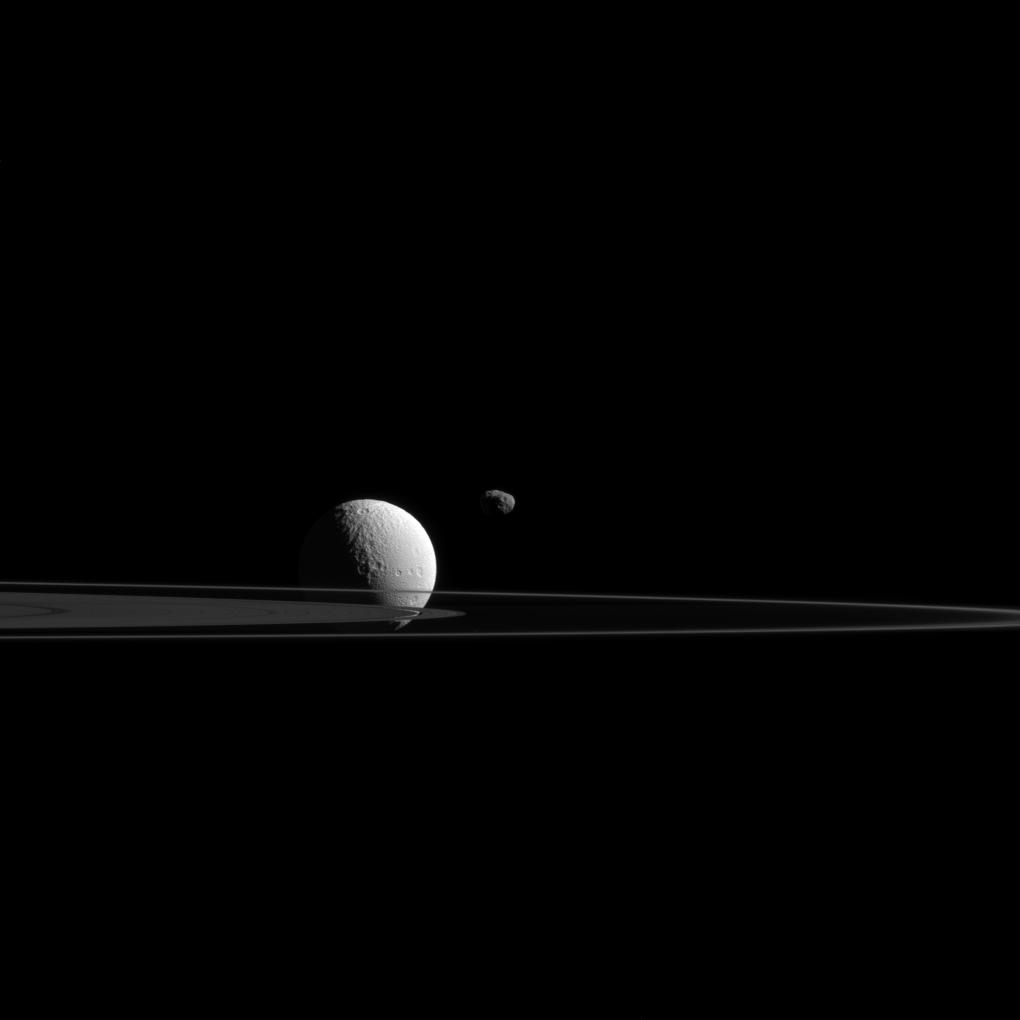
Vue montrant les anneaux A (le plus large) et F (le plus externe). Les deux satellites de Saturne visibles sont Janus et Téthys.

L'anneau A débute à 122 170 km du centre de Saturne et s'étend jusqu'à 136 775 km, compris entre l'anneau B, plus interne et dont il est séparé par la division de Cassini, et l'anneau R/2004 S 1, plus externe. Son épaisseur est estimée entre 10  et   40 mètres, sa masse totale à 6,2×1018 kilogrammes, soit à peu près celle d'Hypérion.
La limite externe de l'anneau A est déterminée par Atlas, qui joue le rôle d'un satellite berger extérieur.
L'anneau A possède lui-même deux divisions situées près de son bord extérieur. La division d'Encke, à 133 589 km du centre de Saturne, correspond à l'orbite de Pan. La division de Keeler, à 136 530 km, correspond à celle de Daphnis.
Le minimum d'Encke (qui n'a rien à voir avec la division d'Encke, mais qui semble avoir été observé par l'astronome Johann Franz Encke) est une zone plus sombre de l'anneau A située entre 126 430  et   129 940 km.